# نکهت (همسر شاه عباس دوم)
نکهت خانم (درگذشته ۱۶۸۰) ملکه همسر، شاه عباس دوم (۱۶۴۲–۱۶۶۶) و ملکه مادر شاه سلیمان یکم (۱۶۶۶–۱۶۹۴) شد.

## ملکه همسر
نکهت خانم اصالتی چرکس داشت و همسر صیغه‌ای شاه عباس دوم بود و زمانی که شاه تنها ۱۶ سال داشت با او همبستر شد و در فوریه  سال ۱۶۴۶ سام میرزا را به دنیا آورد. وجاهت و صفات فوق‌العاده نکهت چنان دل شاه را ربوده بود که به مقام بانوی بانوان حرم شاهی رسید. او رابطه بدی با نورالنساء خانم مادر حمزه میرزا داشت و او را مسئول بر کناری پسرش از جانشینی سلطنت می‌دانست.

## ملکه مادر
هنگامی که عباس دوم درگذشت، بزرگان کشور تصمیم گرفتند حمزه میرزا پسر کوچک او را به سلطنت برسانند اما با مخالفت خواجه‌ای که مسئول تربیت شاهزاده بود مواجه شدند و در نهایت به سلطنت سام میرزا رای دادند. وقته که خبر مرگ شاه را به نکهت خانم دادند و خواستار بردن سام میرزا شدند. نکهت به مخالفت با خواجه‌ها پرداخت و گمان می‌کرد که آن‌ها قصد قتل شاهزاده را دارند اما در نهایت با میانجی‌گری عده‌ای از زنان حرم‌سرا رضایت داد پسرش را ببرند.
ظاهراً نکهت خانم بوده که مدعی شده طالع نحسی موجب بیماری فرزندش شده و تاج‌گذاری او باید از نو انجام گیرد. خست را هم او به شاه سلیمان آموخت.
او همانند سایر زنان دربار اموالش را به مقابر امامان شیعه در عراق بخشید که در آن دوران «به‌طور رسمی» طبق عهدنامه زهاب تحت کنترل عثمانی‌ها بودند. روشن نیست در سال‌های بعد چه بر سر او آمد.